# Juli (Peru)

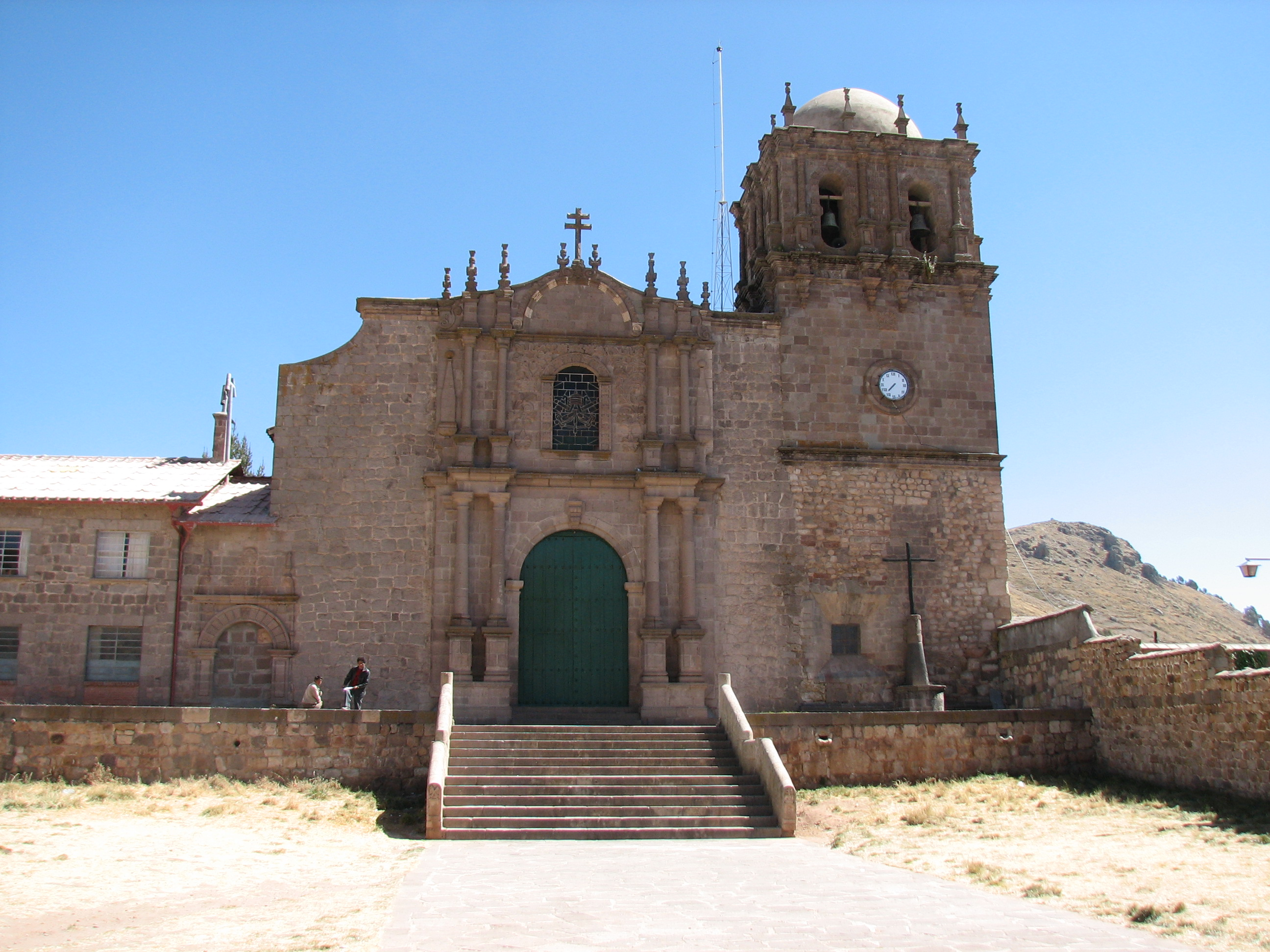
Kościół San Pedro Mártir w Juli.

Juli – miasto w Peru, w regionie Puno, stolica prowincji Chucuito. W 2008 liczyło 8 203 mieszkańców.